# 1307-й гвардейский мотострелковый полк
1307-й гвардейский мотострелковый полк (1307 мсп) — тактическое формирование Сухопутных войск Российской Федерации. Создан в 2022 году в ходе мобилизации в России. На январь 2024 года входил в состав 6-й мотострелковой дивизии.

## История
1307-й мотострелковый полк создан в 2022 году в ходе мобилизации в России из жителей, преимущественно, Ханты-Мансийского автономного округа — Югры (ХМАО).
Весной 2023 года военные подразделения пожаловались на видео в соцсетях на неудовлетворительное санитарное состояние, поломанную технику и недостаточную экипировку, плохое отношение и использование солдат в качестве «пушечного мяса». Согласно расследованию журналистов, в мае 2023 года командир 6-й дивизии полковник Марат Оспанов «для поддержания воинской дисциплины» приказал задерживать отказывающихся выполнять приказы военных. Задержание было поручено полковнику Станиславу Иванисову. Полковник Евгений Малышко был назначен «ответственным за убийства военнослужащих, которые, по мнению Оспанова М. Р., не подлежали исправлению». Малышко привлек майора и «начальника связи мотострелкового полка 6-й дивизии» Евгения Борискина, прапорщика Евгения Чуканова, старшего прапорщика Геннадия Мурого и старшего сержанта Романа Тимонина. Борискин, Чуканов и Тимонин поместили пятеро военнослужащих полка и еще двоих из других полков 6-й дивизии в подвальное помещение в одном из домов на оккупированной Россией территории Украины, забросали гранатами и добили выстрелами из пистолета. Майор Евгений Борискин погиб 22 июля 2023 года, награжден медалью «За отвагу» и орденом Мужества посмертно.
После ухода ЧВК «Вагнер» из Бахмута, 1307-й мотострелковый полк занял позиции ЧВК возле города в июле 2023 года.
В январе — феврале 2024 года 1307-й мотострелковый полк вёл бои к северо-западу от Клещиевки возле Бахмута, безуспешно пытаясь овладеть господствующими высотами.
16 декабря 2024 года Указом президента Российской Федерации полку присвоено почётное наименование «гвардейский» за «массовый героизм и отвагу, стойкость и мужество проявленные личным составом полка в боевых действиях по защите Отечества и государственных интересов в условиях вооружённых конфликтов».